# Route nationale 17 (Tunisie)
Pour les autres articles nationaux ou selon les autres juridictions, voir Route nationale 17.
La route nationale 17 ou RN17 est un axe routier de Tunisie qui relie Tabarka à Thélepte.

## Villes traversées
- Tabarka
- Aïn Draham
- Fernana
- Jendouba
- Nebeur
- Le Kef
- Tajerouine
- Kalâat Khasba
- Thala
- Kasserine
- Thélepte